# Circuito Off Venice International Short Film Festival
Circuito Off (Venice International Short Film Festival) è stato un festival di cortometraggi.

## Storia
La prima rassegna Circuito Off si è svolta a Venezia dal 2000. La sua location era presso l'isola di San Servolo. La programmazione coincideva con la prima settimana della Mostra internazionale d'arte cinematografica di Venezia. Il genere di Circuito Off era un cinema alternativo e sperimentale ed era promosso dall'Associazione Artecolica.
Nel 2013 il festival giunto alla quattordicesima edizione si è svolto nel Teatrino Grassi.